# Камнев, Алексей Николаевич
Алексе́й Никола́евич Ка́мнев (16 августа 1979, Ленинград, СССР) — российский кёрлингист, тренер по кёрлингу.
Мастер спорта России международного класса (год?, кёрлинг).
Участник чемпионатов Европы в составе сборной России.
Неоднократный победитель и призёр чемпионатов России и розыгрышей Кубка страны в составе команд Москвы и Ленинградской области.
Начиная с сезона 2010—2011 выступает за петербургскую команду «Адамант». В составе этой команды — победитель розыгрыша Кубка ФКР сезона 2010/2011 и Чемпион России 2011 года.
В качестве тренера женской сборной России по кёрлингу среди спортсменов-инвалидов по слуху (кёрлингу среди глухих) завоевал золото чемпионата мира 2013.
Выпускник Национального государственного университета физической культуры, спорта и здоровья им. П. Ф. Лесгафта (Санкт-Петербург).

## Достижения
- Чемпионат России по кёрлингу среди мужчин: золото (2008, 2011), серебро (2012), бронза (2010).
- Кубок России по кёрлингу среди мужчин: золото (2009), серебро (2008), бронза (2011).
- Чемпионат России по кёрлингу среди смешанных команд: золото (2008), серебро (2011).
- Кубок России по кёрлингу среди смешанных команд: серебро (2008, 2010)
- Чемпионат России по кёрлингу среди смешанных пар: золото (2013), бронза  (2012).
- Кубок России по кёрлингу среди смешанных пар: серебро (2013).

## Команды
| Сезон                                               | Четвёртый         | Третий              | Второй              | Первый             | Запасной                                                           | Турниры                                                                                 |
| --------------------------------------------------- | ----------------- | ------------------- | ------------------- | ------------------ | ------------------------------------------------------------------ | --------------------------------------------------------------------------------------- |
| 2005—06                                             | Александр Кириков | Дмитрий Рыжов       | Дмитрий Абанин      | Алексей Камнев     | Роман Кутузов тренеры: Юрий Андрианов, Ольга Андрианова            | ЧЕ 2005 (10 место)                                                                      |
| 2006—07                                             | Александр Кириков | Пётр Дрон           | Вадим Школьников    | Дмитрий Абанин     | Алексей Камнев                                                     | ЧЕ 2006 (13 место)                                                                      |
| 2007—08                                             | Александр Кириков | Андрей Дроздов      | Пётр Дрон           | Алексей Камнев     | Роман Кутузов тренер: Юрий Андрианов                               | ЧЕ 2007 (14 место)                                                                      |
| 2007—08                                             | Александр Кириков | Вадим Школьников    | Алексей Камнев      | Дмитрий Абанин     |                                                                    | ЧРМ 2008 · ЭШВСМ «Москвич-1» (Мск)                                                      |
| 2008—09                                             | Андрей Дроздов    | Алексей Стукальский | Артём Болдузев      | Алексей Камнев     | Роман Кутузов                                                      | ЧЕ 2008 (15 место)                                                                      |
| 2008—09                                             | Александр Кириков | Вадим Школьников    | Алексей Камнев      | Дмитрий Абанин     |                                                                    | КРМ 2008                                                                                |
| 2009—10                                             | Алексей Целоусов  | Дмитрий Рыжов       | Алексей Камнев      | Александр Чугайнов |                                                                    | КРМ 2009                                                                                |
| 2009—10                                             | Алексей Целоусов  | Алексей Камнев      | Дмитрий Абрамов     | Дмитрий Рыжов      | Александр Чугайнов                                                 | ЧРМ 2010                                                                                |
| 2010—11                                             | Алексей Целоусов  | Артур Ражабов       | Алексей Камнев      | Пётр Дрон          | Александр Бадилин                                                  | КРМ 2010 (4 место)                                                                      |
| 2010—11                                             | Алексей Целоусов  | Артур Ражабов       | Алексей Камнев      | Пётр Дрон          |                                                                    |                                                                                         |
| 2010—11                                             | Алексей Целоусов  | Пётр Дрон           | Алексей Камнев      | Артур Ражабов      | Александр Бадилин                                                  | ЧРМ 2011                                                                                |
| 2011—12                                             | Алексей Целоусов  | Андрей Дроздов      | Алексей Стукальский | Алексей Камнев     |                                                                    |                                                                                         |
| 2011—12                                             | Алексей Целоусов  | Пётр Дрон           | Алексей Камнев      | Артур Ражабов      | Александр Бадилин                                                  | КРМ 2011 · ЧРМ 2012                                                                     |
| Кёрлинг среди смешанных команд (mixed curling)      |                   |                     |                     |                    |                                                                    |                                                                                         |
| 2005—06                                             | Александр Кириков | Маргарита Фомина    | Дмитрий Абанин      | Анжела Тюваева     | Алексей Камнев, Илона Гришина                                      | ЧЕСК 2005 (6 место)                                                                     |
| 2007—08                                             | Александр Кириков | Дарья Козлова       | Алексей Камнев      | Юлия Светова       | Вадим Школьников, Екатерина Антонова                               | ЧЕСК 2007 (5 место)                                                                     |
| 2007—08                                             | Александр Кириков | Дарья Козлова       | Алексей Камнев      | Юлия Светова       | Денис Килба, Александра Саитова                                    | ЧРСК 2008                                                                               |
| 2008—09                                             | Александр Козырев | Дарья Козлова       | Алексей Камнев      | Юлия Светова       | тренеры: О.А. Андрианова, Н.Н. Петрова, С.Я. Калалб, Ю.С. Борисова | КРСК 2008                                                                               |
| 2009—10                                             | Алексей Целоусов  | Алина Ковалёва      | Алексей Камнев      | Юлия Задорожная    |                                                                    | ЧРСК 2010 (6 место)                                                                     |
| 2010—11                                             | Алексей Целоусов  | Алина Ковалёва      | Алексей Камнев      | Юлия Задорожная    | Евгений Климов (КРСК)                                              | КРСК 2010 · ЧРСК 2011                                                                   |
| 2011—12                                             | Яна Некрасова     | Алексей Камнев      | Виктория Моисеева   | Александр Орлов    | Мария Дуюнова                                                      | ЧРСК 2012 (6 место) (СПб-2, СПб)                                                        |
| 2014—15                                             | Алексей Камнев    | ?                   | ?                   | ?                  |                                                                    | ЧРСК 2015 (15 место)                                                                    |
| Кёрлинг среди смешанных пар (mixed doubles curling) |                   |                     |                     |                    |                                                                    |                                                                                         |
| 2010—11                                             | Яна Некрасова     | Алексей Камнев      |                     |                    |                                                                    | КРСП 2010 (5 место) (СКА, СПб)                                                          |
| 2011—12                                             | Яна Некрасова     | Алексей Камнев      |                     |                    |                                                                    | ЧРСП 2012                                                                               |
| 2012—13                                             | Яна Некрасова     | Алексей Камнев      |                     |                    |                                                                    | КРСП 2012 (15 место) · ЧРСП 2013 · ЧМСП 2013 (9 место)                                  |
| 2013—14                                             | Яна Некрасова     | Алексей Камнев      |                     |                    |                                                                    | КРСП 2013 · (Санкт-Петербург 1, СПб)                                                    |
| 2014—15                                             | Алексей Камнев    | Яна Некрасова       |                     |                    |                                                                    | ЧРСП 2015 (9 место) (Сборная Москвы-2)                                                  |
| 2015—16                                             | Алексей Камнев    | Яна Некрасова       |                     |                    |                                                                    | КРСП 2015 (15 место) (Зекурион, СПб) ЧРСП 2016 (5 место) (Зекурион-Сборная Москвы, Мск) |

(скипы выделены полужирным шрифтом)